# Manuel Moreno Jimeno
Manuel Moreno Jimeno, (Lima, 7 de abril de 1912-Lima, 5 de abril de 1993) fue un profesor, poeta y escritor peruano. 

## Biografía
Hijo de Ignacio Moreno Montes y Agripina Jimeno Romero. 
Cursó sus estudios escolares en el Colegio Anglo-Americano (1921-1924) y en el Colegio Nacional Nuestra Señora de Guadalupe (1925-1930). Luego ingresó a la Universidad Mayor de San Marcos (1931), donde cursó Letras y Educación.
Por aquellos años ayudó a su padre en trabajos de construcción. En el aspecto político se orientó hacia el socialismo. Muy joven aún, publicó su primera obra poética: Así bajaron los perros (1934), con versos de proclama social y denuncia amarga. Sufrió dos veces prisión por sus ideas: entre mayo y junio de 1935, y entre 1937 y 1939. En su segundo libro publicado, titulado Los malditos (1937), insistió en el tema político, pero sobre todo en su afán de producir una poesía distinta, enfocada en los problemas del hombre contemporáneo. En el aspecto formal se trata de adecuar a la retórica vanguardista.
Concluida su formación universitaria, se dedicó a la enseñanza, enfocada principalmente en la Gramática Castellana y la Literatura. Fue profesor en el Colegio Dalton, el Gimnasio Peruano, el Colegio Nacional Alfonso Ugarte (1941-1952), el Instituto Pedagógico Nacional de Varones (1953) y la Escuela Normal Superior. 
Catedrático de la Universidad Nacional de Educación Enrique Guzmán y Valle La Cantuta Perú, trabajó con el Rector Walter Peñaloza Ramella, entre 1965 a 1962. 
Pasó a Venezuela, donde sirvió en el Instituto Pedagógico Experimental de Barquisimeto (1962-1969). 
Fue asesor de la Dirección de Educación Básica Regular y en tal calidad ayudó en el desarrollo de la reforma educativa (1970-1971). Luego pasó a ejercer la docencia en la Universidad Nacional Agraria La Molina (1972). 

### Familia
- Esposa: Hilda Leonor Rodríguez Ángeles.
- Hijo: Manuel Aliosha Moreno Rodríguez.

## Poemarios
- Así bajaron los perros (1934)
- Los malditos (1937)
- La noche ciega (1947)
- Hermoso fuego (1954)
- El corazón ardiendo (1960)
- Las citas (1960), antología personal de los poemarios anteriores, con algunas composiciones inéditas.
- Negro & rojo (1962)
- Delirio de los días (Madrid, 1967)
- Las llamas de la sangre (Madrid, 1974)
- En los ojos de la luz (1981)
- Centellas de la luz (1981), antología personal.
- La señal del corazón (1987), antología personal.

La calidad de su poesía motivó que se hiciera una edición francesa de sus composiciones selectas, titulado Poémes choisis, con traducciones del poeta Marcel Hennart (París, 1965).

## Un ejemplo de su poesía
ES EL AMOR
I
Es el amor

Son tus pupilas incandescentes

Clavadas en las mías

Es tu luz que llega y me socava

Es tu fuego enemigo que me destruye

Ahora no hay piedad para mi olvido

No hay refugio para mi sombra

No hay soledad que me devore

En la entraña del corazón

Estoy perdido en tus cielos fulgurantes

No sé qué camino tomar

Cuál es la ruta de mi alma

Al fuego persistente de la tempestad que abres

Todo mi ser se conmuta

Vulneras mis vigilias y mis sueños

y estoy como el delirio

cegado por la tiniebla ardiente.

II
Es el amor

Es el amor

La garra potente del amor

El pico arrebatado del amor

Nadie sabe de dónde surten tus relámpagos

Qué amenaza descubre tu presencia despierta tu furor

Quién propaga tus llamaradas impetuosas.
De Hermoso fuego, 1954

## Apreciaciones críticas
Manuel Moreno Jimeno (1913-1993) es un poeta emparentado con la tradición romántica y simbolista y también la vanguardia, de la que toma, en el aspecto formal, la supresión de signos de puntuación y el uso alternativo de los espacios para indicar las pausas. Su poesía es de puras esencias.

…exhibe un lirismo intensamente desgarrado, con tonos y notas que definen un estilo excepcional, y cuyos símbolos reflejan una posición crítica y presagiosa ante los problemas de la vida contemporánea.
Alberto Tauro del Pino

Poeta de vida insular, a la manera de Eguren. Hay en su poesía un intimismo primoroso. Su lenguaje es el resultado de una elaboración exquisita.
Antenor Samaniego

Moreno Jimeno no es un poeta de metafóricas estridencias, ni sacrifica la poesía a la propaganda. Si ambas coinciden, es producto de la casualidad, no de deliberación. En tono que podríamos calificar de “menor”, Moreno Jimeno no vacila en lanzar duras imprecaciones contra la injusticia social y en defensa del amor. Poeta bifronte, como muchos de nuestro tiempo: el sistro en una mano, la hoz en la otra. Canta a dos señores: al amor y a la revolución.
Luis Alberto Sánchez